# Rubus lidforssii
Rubus lidforssii — вид квіткових рослин з родини трояндових (Rosaceae). Ареал: південна Швеція, Данія, Німеччина, західна Польща.

## Опис
Стебла помітно кутасті, зазвичай з борозенками. Кінцеві листочки еліптичні, широкояйцюваті або ромбічнояйцеподібні. Пелюстки 7–9(10) мм завдовжки.